# Ryojius occidentalis
Ryojius occidentalis är en spindelart som beskrevs av Saito och Ono 200. Ryojius occidentalis ingår i släktet Ryojius och familjen täckvävarspindlar. Inga underarter finns listade i Catalogue of Life.